# Ecuación de Hadamard-Rybczynski
En dinámica de fluidos, la ecuación de Hadamard-Rybczynski proporciona la  velocidad límite  de burbujas  esféricas que se mueven lentamente a través de un entorno fluido.

## Etimología
La ecuación de Hadamard-Rybczynski lleva el nombre de Jacques Hadamard y Witold Rybczynski ya que fueron los primeros en formularla.

## Simbología
| Símbolo                   | Nombre                    |
| ------------------------- | ------------------------- |
| {\displaystyle g}         | Aceleración gravitacional |
|                           | Burbuja                   |
| {\displaystyle R}         | Radio                     |
| {\displaystyle W_{b}}     | Velocidad resultante      |
| {\displaystyle \rho _{b}} | Densidad                  |
| {\displaystyle \mu _{b}}  | Viscosidad                |
|                           | Fluido de entorno         |
| {\displaystyle \rho _{o}} | Densidad                  |
| {\displaystyle \mu _{o}}  | Viscosidad                |

## Descripción
La ecuación de Hadamard-Rybczynski puede derivarse de las ecuaciones de Navier-Stokes considerando solo la  fuerza de flotación y la  fuerza de arrastre que actúa sobre la burbuja en movimiento. La fuerza de tensión superficial y la  fuerza de inercia de la burbuja son tan pequeñas que pueden despreciarse.
{\displaystyle W_{b}={\frac {2}{3}}{\frac {R^{2}g(\rho _{b}-\rho _{o})}{\mu _{o}}}{\frac {\mu _{o}+\mu _{b}}{2\mu _{o}+3\mu _{b}}}}